# Emotional (Lied)
Emotional ist ein Lied des österreichischen Musikers Falco. Er erschien im April 1987 als dritte Singleauskopplung aus seinem vierten Studioalbum Emotional, das im Vorjahr auf den Markt kam.

## Veröffentlichung
Das 1986 veröffentlichte Album Emotional wies den Titelsong als ersten auf der Seite 1 auf.
Die Teldec Schallplatten GmbH veröffentlichte den Titel am 10. April 1987 als 7-Zoll-Single. WEA brachte die Single für den europäischen Markt heraus.
Die B-Seite der Single enthält den Titel Emotional – Her Side of the Story (4:09 min).
Titelversionen
- N. Y. Mix
- Extended N. Y. Mix (von John Luongo)
- Extended Version (Bolland & Bolland)
- Her Side Of The Story Mix
- Emotional (Harold Faltermeyer, 1991)

## Text und Musik
Für den Text zeichneten Rob & Ferdi Bolland und Falco verantwortlich. Die Musik stammt von Rob & Ferdi Bolland. Der Titel lehnt sich musikalisch an den Soul an, vergleichbar mit David Bowies selbst so bezeichneten plastic soul.
Im Text bezeichnet sich Sänger Falco als zu emotional für diese Welt. Liebe und schwierige Beziehung sind Themen des Songs. Falco befand sich zu dieser Zeit selbst in einer Beziehung zu seiner späteren Ehefrau Isabella Vitkovic.

## Artwork
Die Vorderseite des für den deutschen Markt produzierten Covers zeigt große Leuchtbuchstaben, die, in Rot, den Schriftzug FALCO ergeben; das Licht spiegelt sich davor. Zwischen den Buchstaben F und A ist Falco zu sehen, er hält einen Mikrofonständer; das Bild ist dem Musikvideo entnommen. Dieses Cover wurde auch auf dem für den internationalen Markt produzierten Album verwendet.
Auf der für das Vereinigte Königreich produzierten Version ist Falco in einem Smoking abgebildet. Eine weitere Version wurde für den japanischen Markt veröffentlicht.
Auf der in Schwarz gehaltenen Rückseite mittig ist das Cover des für den deutschen Markt produzierten Albums abgebildet, darunter die Angaben zu Produktion und Aufnahme. In der linken oberen Ecke stehen die beiden Titel der Single (Emotional und Her Side of the Story).

## Musikvideo
Das Musikvideo wurde von Rudi Dolezal und Hannes Rossacher produziert. Es ist teils in schwarz-weiß, teils in Farbe gehalten.
Nach einem Schriftzug „a tribute to ...“ sieht man eine Limousine, Falco und zwei Männer kommen eine Treppe herauf. Kreischendes weibliches Publikum wird gezeigt. Falco nimmt den ihm gereichten Mikrofonständer und singt, nimmt dabei auf einem Barhocker Platz, um ihn herum mehrere tanzende Sänger. Im Hintergrund stehen Musiker auf einem mehretagigen Gerüst. Als Falco während des Gesangs in die Knie sinkt, werden wieder die kreischenden Zuschauerinnen gezeigt. Zwei Männer helfen Falco auf und führen ihn ein Stück, bis er allein in die Gegenrichtung geht. Die Bühne wird verdunkelt, Falco geht singend auf die Knie. Vorne im Bild tauchen große Buchstaben, aus roten Glühlampen gebildet, auf, die den Schriftzug FALCO bilden; Falco selbst ist nur mehr klein, im Hintergrund, zu sehen. (Ein Bild aus dieser Szene verwendet die Single auf der Frontseite.)

## Charts und Chartplatzierungen
| ChartsChartplatzierungen     | Höchstplatzierung | Wochen |
| ---------------------------- | ----------------- | ------ |
| Deutschland (GfK)            | 50 (5 Wo.)        | 5      |
| Vereinigtes Königreich (OCC) | 85 (3 Wo.)        | 3      |